# Saint-Lupicin
Saint-Lupicin là một xã trong vùng hành chính Franche-Comté, thuộc tỉnh Jura, quận Saint-Claude, tổng Saint-Claude. Tọa độ địa lý của xã là 46° 23' vĩ độ bắc, 05° 47' kinh độ đông. Saint-Lupicin nằm trên độ cao trung bình là 588 mét trên mực nước biển, có điểm thấp nhất là 410 mét và điểm cao nhất là 915 mét. Xã có diện tích 9.54 km², dân số vào thời điểm 2005 là 2222 người; mật độ dân số là 233 người/km².

## Thông tin nhân khẩu
| 1962  | 1968  | 1975  | 1982  | 1990  | 1999  | 2007  |
| ----- | ----- | ----- | ----- | ----- | ----- | ----- |
| 1 286 | 1 478 | 1 648 | 1 882 | 2 007 | 2 081 | 2 222 |

## Địa điểm tham quan
Nhà thờ giáo khu được xây trong thế kỉ thứ 12.